# Коломиец, Николай Степанович
Никола́й Степа́нович Коломи́ец (1 [14] декабря 1915 года, Сергиев Посад — 29 декабря 1994 года, Киев) — украинский советский архитектор и искусствовед, доктор архитектуры (1984), член Союза архитекторов СССР с 1940 года.

## Биография
В 1933—1938 годах учился на архитектурном факультете Харьковского института инженеров коммунального строительства в А. Бекетова, А. Власова, А. Шовкуненко. В 1938—1941 годах работал архитектором в проектном институте «Гипроград» в Харькове.
В 1941—1946 годах — в инженерных войсках Красной Армии, участник Великой Отечественной войны. За строительство моста через Вислу возле г. Баранува (Сандомирский плацдарм) был награждён медалью «За боевые заслуги».
В 1946—1950 годах — аспирант Института аспирантуры Академии архитектуры УССР. В 1950—1951 и 1955—1958 годах — старший научный сотрудник института архитектуры сооружений Академии архитектуры УССР. В 1951—1955 годах — заместитель начальника управления по делам архитектуры при Совете Министров УССР.
В 1955—1958 годах — руководитель сектора «Институт архитектуры сооружений» Академии строительства и архитектуры УССР. С 1958 года — заместитель директора по научной работе Института теории и истории архитектуры и строительной техники АСиА УССР, с 1963 — Институт теории, истории и перспективных проблем Госгражданстрой Госстроя СССР.
Член правления Киевской организации Союза архитекторов УССР с 1958 года, член правления и президиума Союза архитекторов УССР — с 1970 года, член правления Украинского общества охраны памятников истории и культуры.

## Творчество

### В составе творческих коллективов
- Генеральный план реконструкции городов Днепропетровска (1938—1939), Красный Луч (1939).
- Проекты центральных площадей городов Днепропетровска (1940), Луганска (1939), Кадиевки (1938), Красный Луч (1939)
- Строительство мостов через Вислу в Барануве и Кракове (1944, Польша),
- Восстановление автодорожного моста через Дунай в Братиславе (1945, Чехословакия),
- Восстановление моста им. Маршала Малиновского[нем.] в Вене (1946, Австрия)
- Серии типовых проектов для строительства в селах Украинской ССР,
- Станции метро «Крещатик» (1960), «Святошин» (1971), «Площадь Независимости» (1976)
- Клуб завода шампанских вин в Киеве (1957),
- Дворец культуры завода «Красный экскаватор» в Киеве (1956)
- Памятник В. И. Ленину в г. Борзна Черниговской области (скульптор П. Ф. Остапенко, 1982)

### Участие в конкурсах
- Станция метро для Киева (пилонная), 1952 — 1-я премия на всесоюзном конкурсе, совместно с И. В. Мезенцевым
- Триумфальная арка в Киеве в честь 300-летия воссоединения Украины с Россией (3-я премия)[1]
- Фонтан для ВДНХ в Киеве (3-я премия)
- Проекты 6-ти станций метро в Киеве, 1958, под руководством А. В. Добровольского.

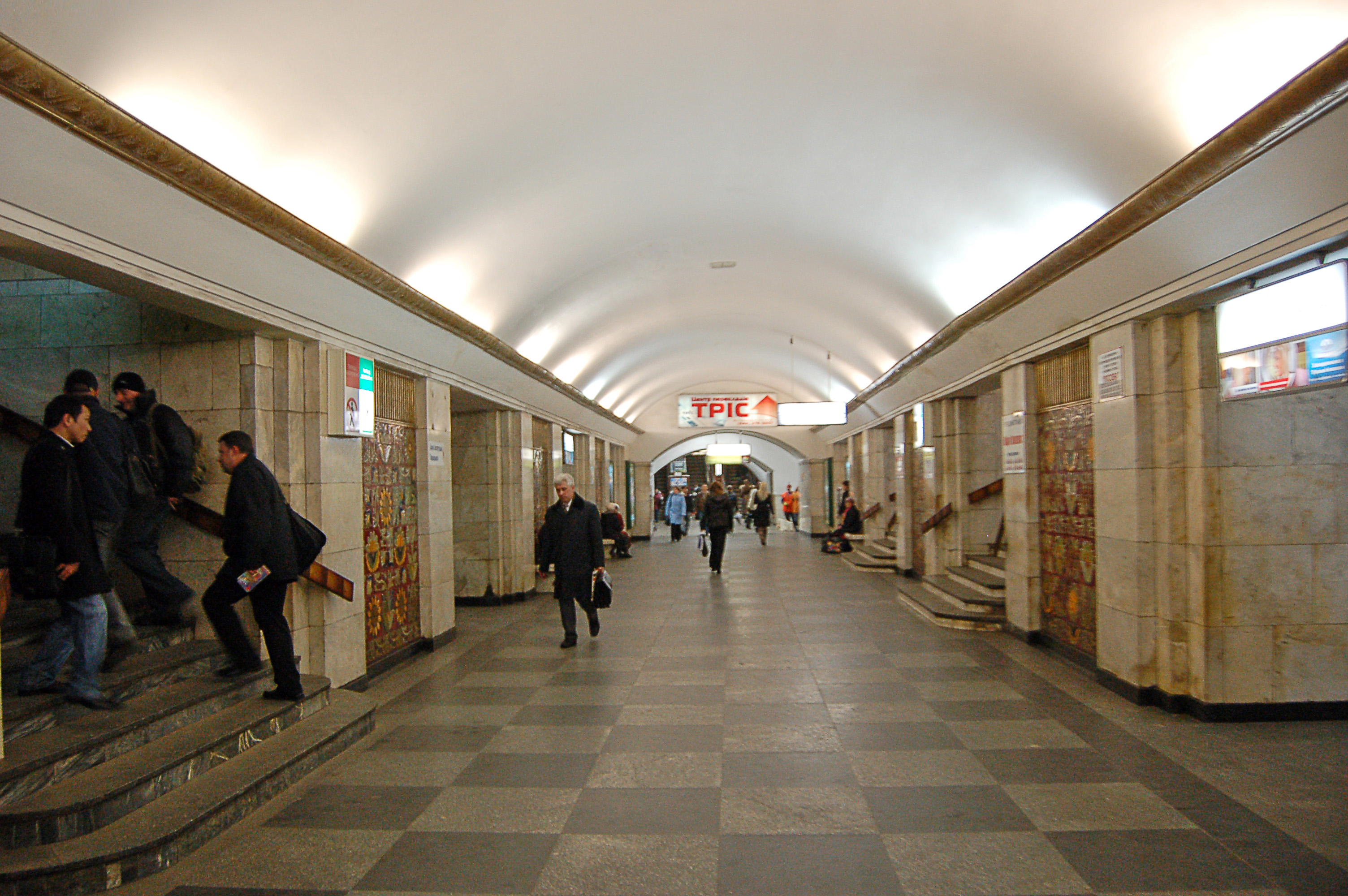
Станция метро «Крещатик»
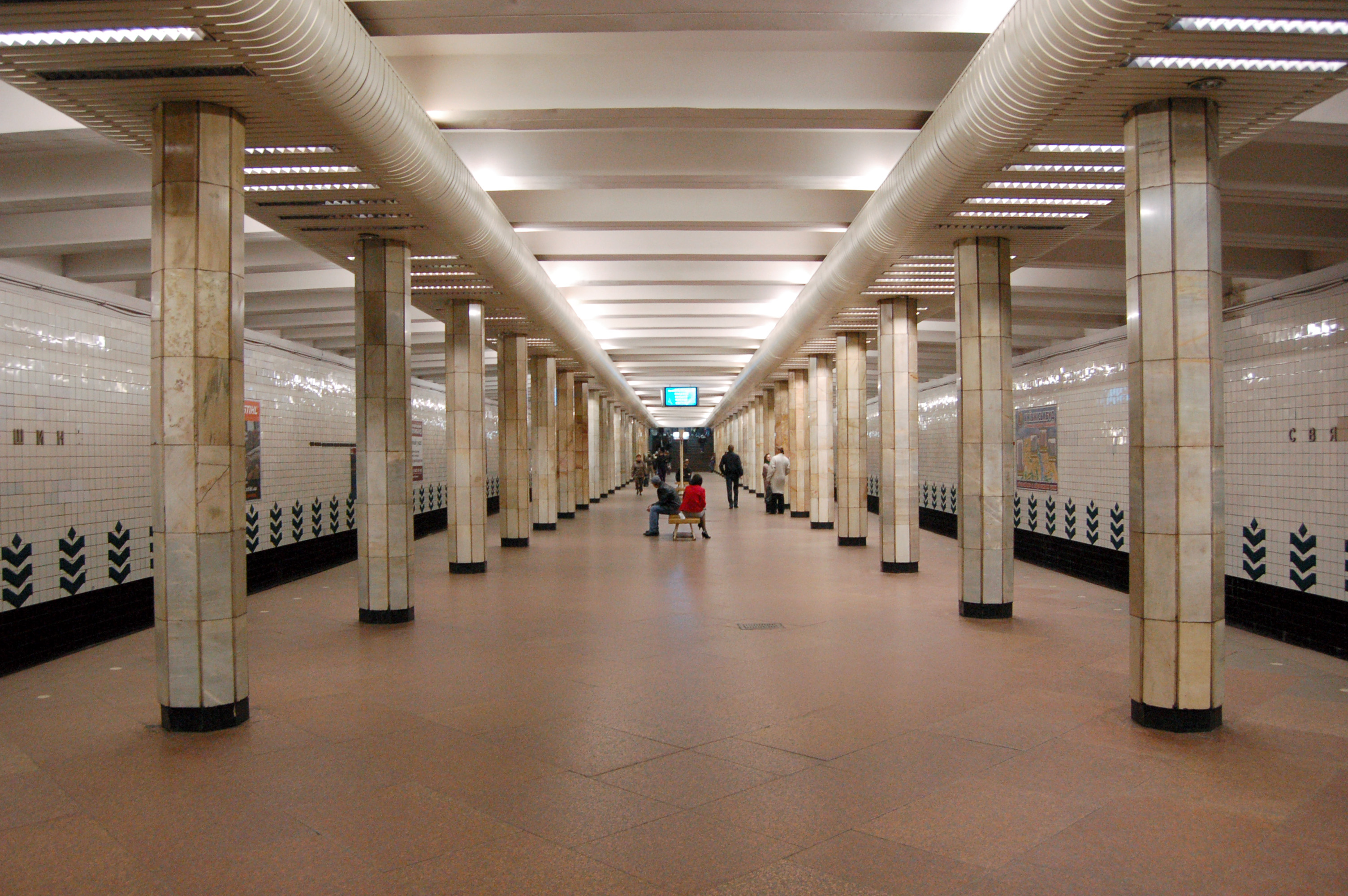
Станция метро «Святошин»
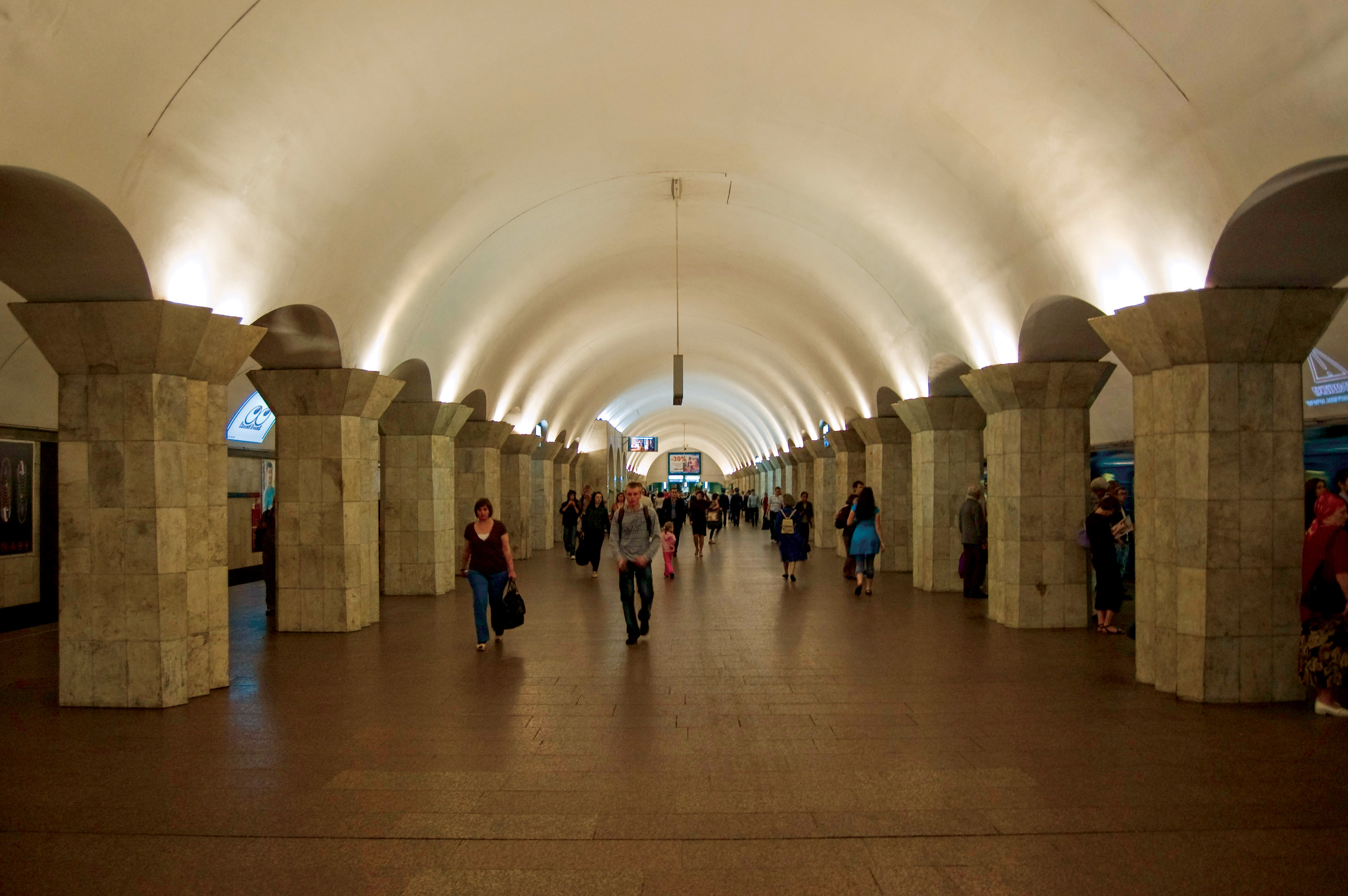
Станция метро «Площадь Независимости»

## Семья
- Жена — Гаркуша, Нинель Леонидовна (род. 26.6.1927) — украинская художница декоративного искусства.